# Paratico
Paratico ist eine Gemeinde mit 4987 Einwohnern in der Provinz Brescia (Region Lombardei) am Südufer des Iseosees.
Durch Paratico fließt der Oglio. Die Nachbargemeinden des Ortes sind Adro, Capriolo, Credaro, Iseo, Sarnico und Villongo. Paratico gehört zum Weinanbaugebiet Franciacorta und ist Endpunkt der Bahnstrecke Palazzolo–Paratico. Von 1907 bis 1999 bestand eine Eisenbahnfährverbindung von Paratico für den Güterverkehr zum Stahlwerk Lucchini Sidermeccanica in Lovere.
Der Ort wird 975 anlässlich einer Schenkung erstmals urkundlich erwähnt. Zu Paratico gehört die Burgruine Lantieri aus dem 13./14. Jahrhundert, strategisch auf einem Hügel oberhalb der Wege gelegen, die in Richtung der Ebene gingen. Sie wurde von der Familie Lantieri erbaut und bewohnt, war ab 1500 aber nicht mehr von Nutzen und dem Verfall preisgegeben. Nach einer nicht belegten Legende weilte Dante Alighieri im Jahr 1311 auf der Burg und sei dort zur Darstellung des Berges des Purgatoriums seiner Göttlichen Komödie inspiriert worden.

## Bildergalerie

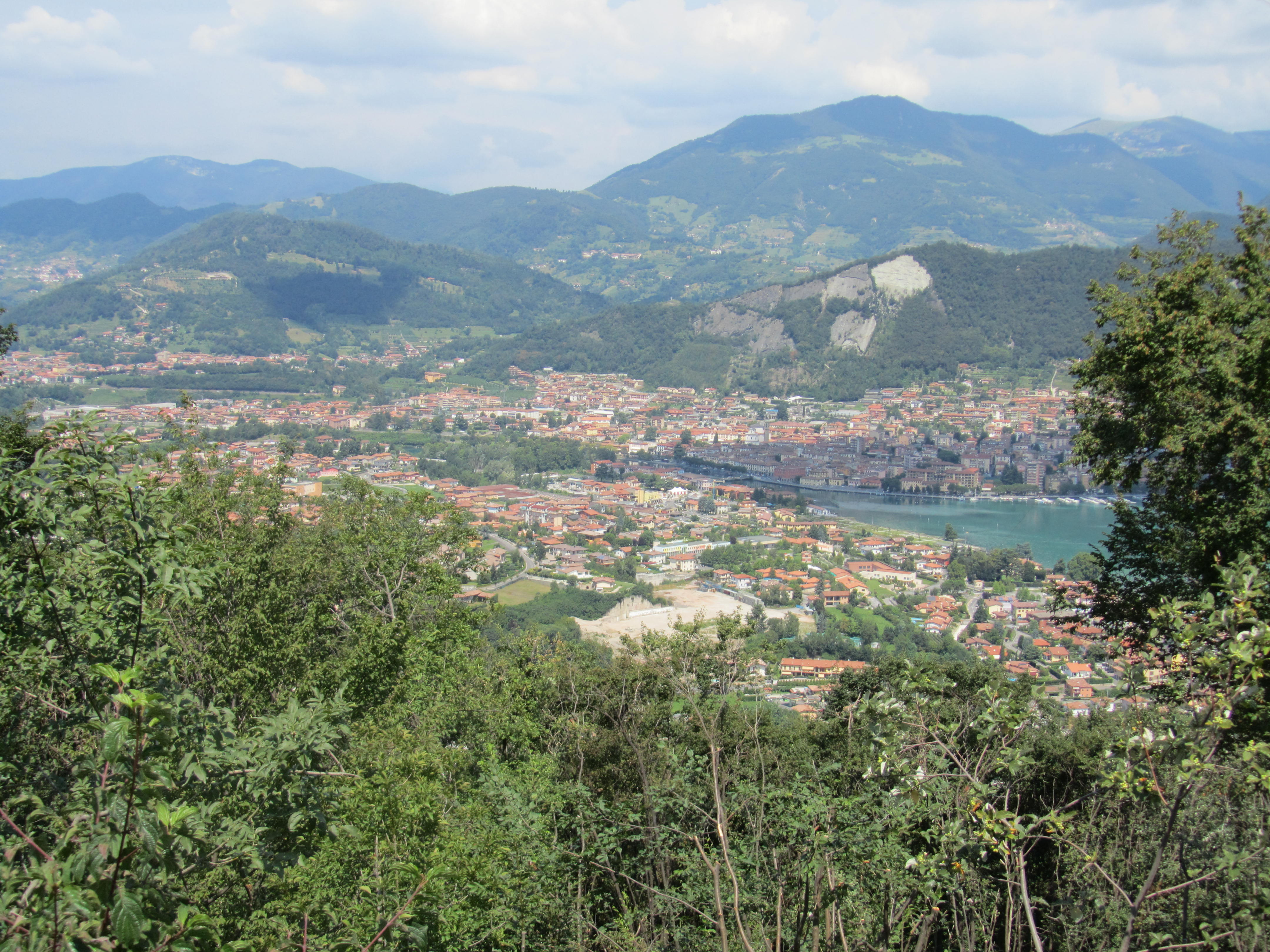
Blick auf Paratico (im Vordergrund), den Abfluss des Oglio aus dem Iseosee und Sarnico (dahinter)
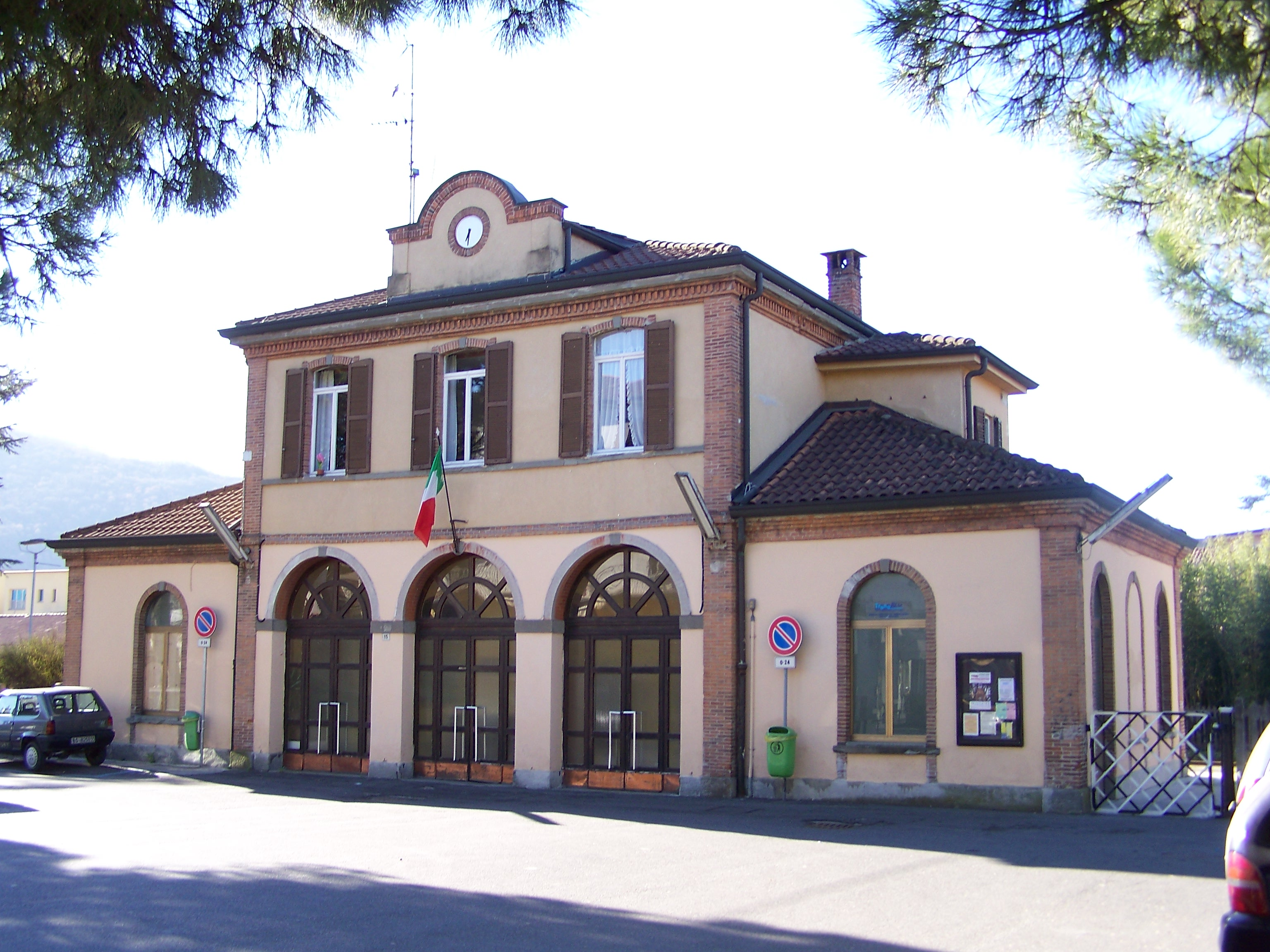
Bahnhof
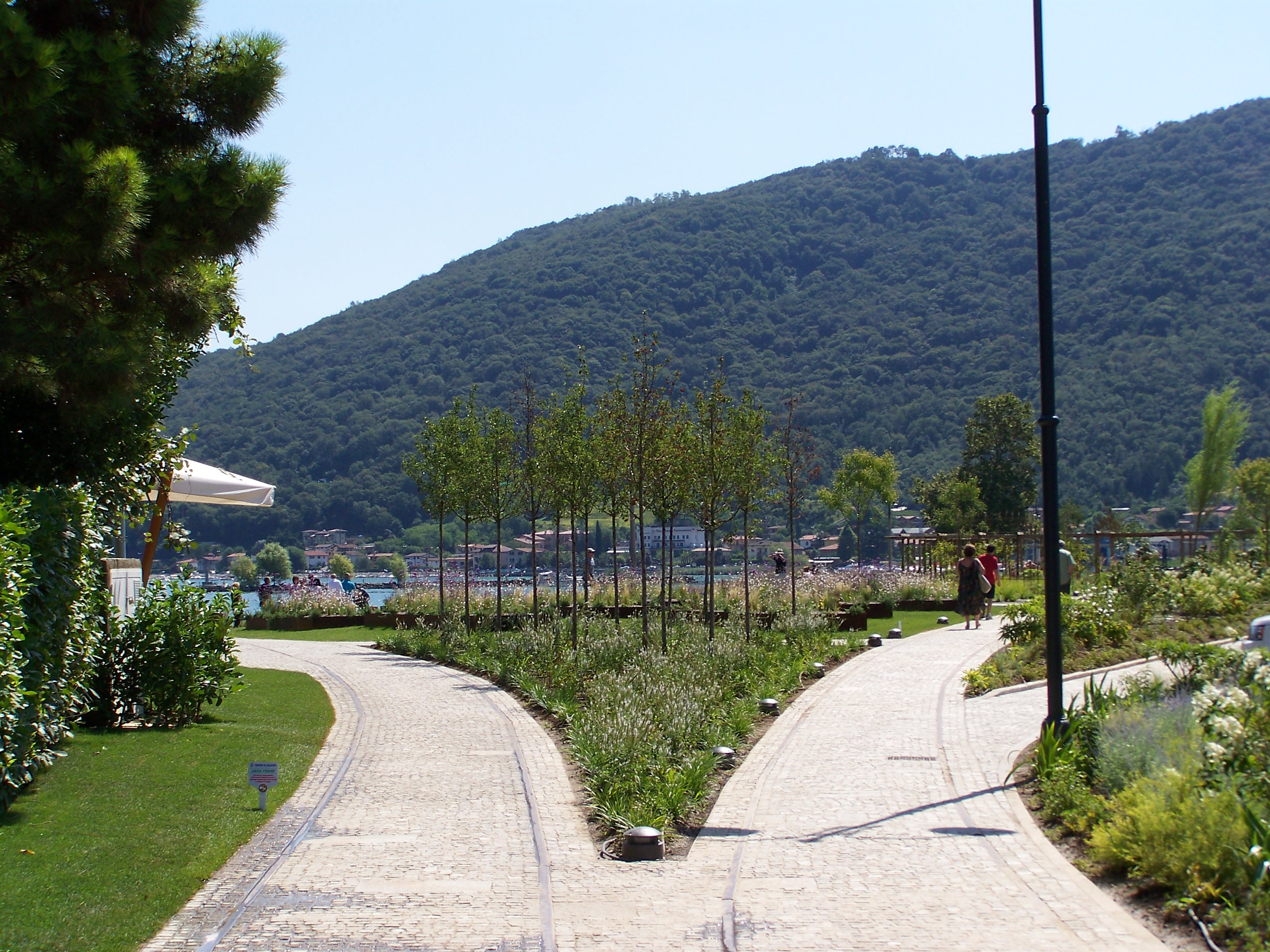
Parkanlage auf dem ehemaligen Rangierareal für die Güterzüge nach Lovere
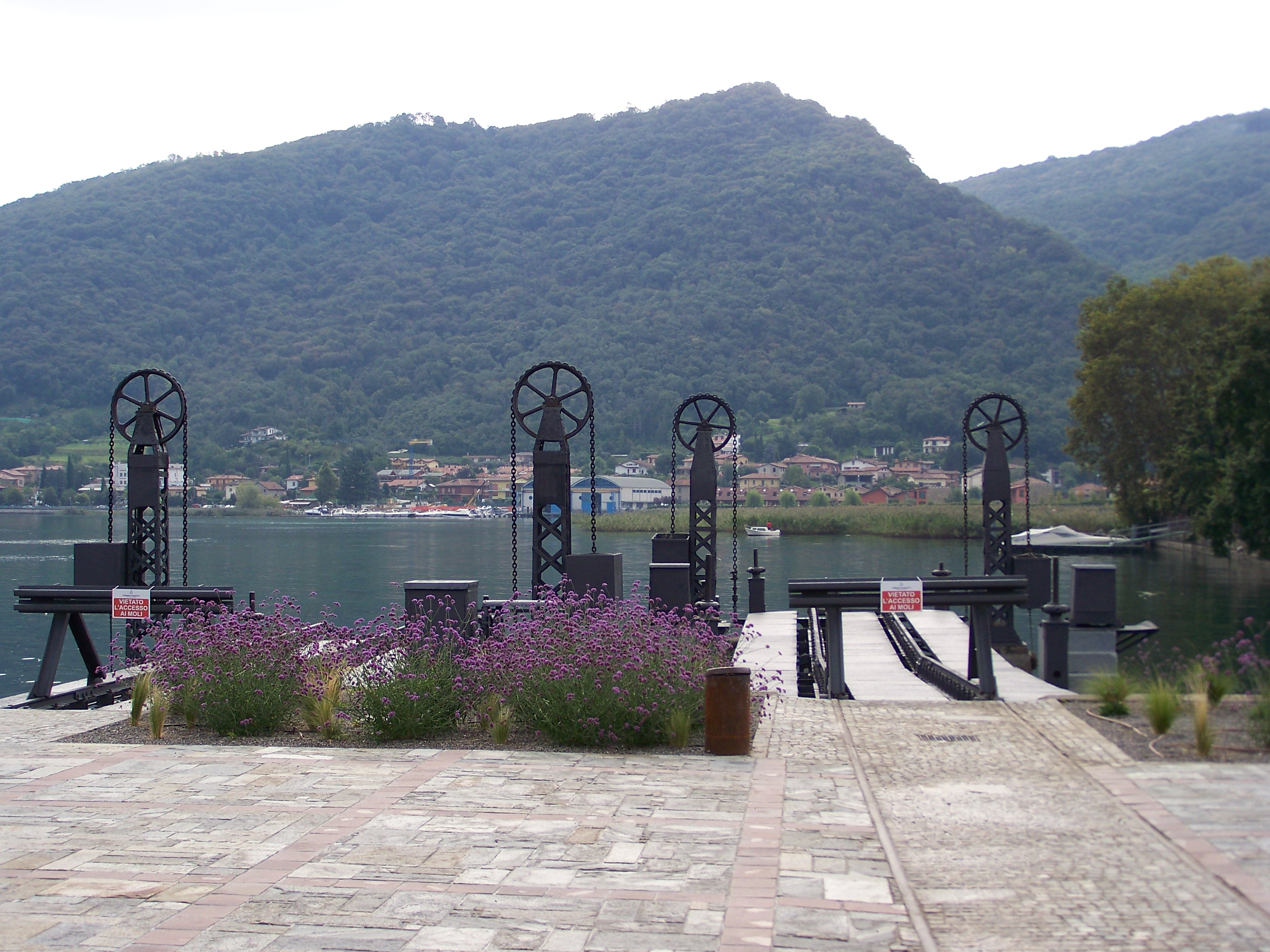
Ehemalige Anlegestelle der Eisenbahnfähre
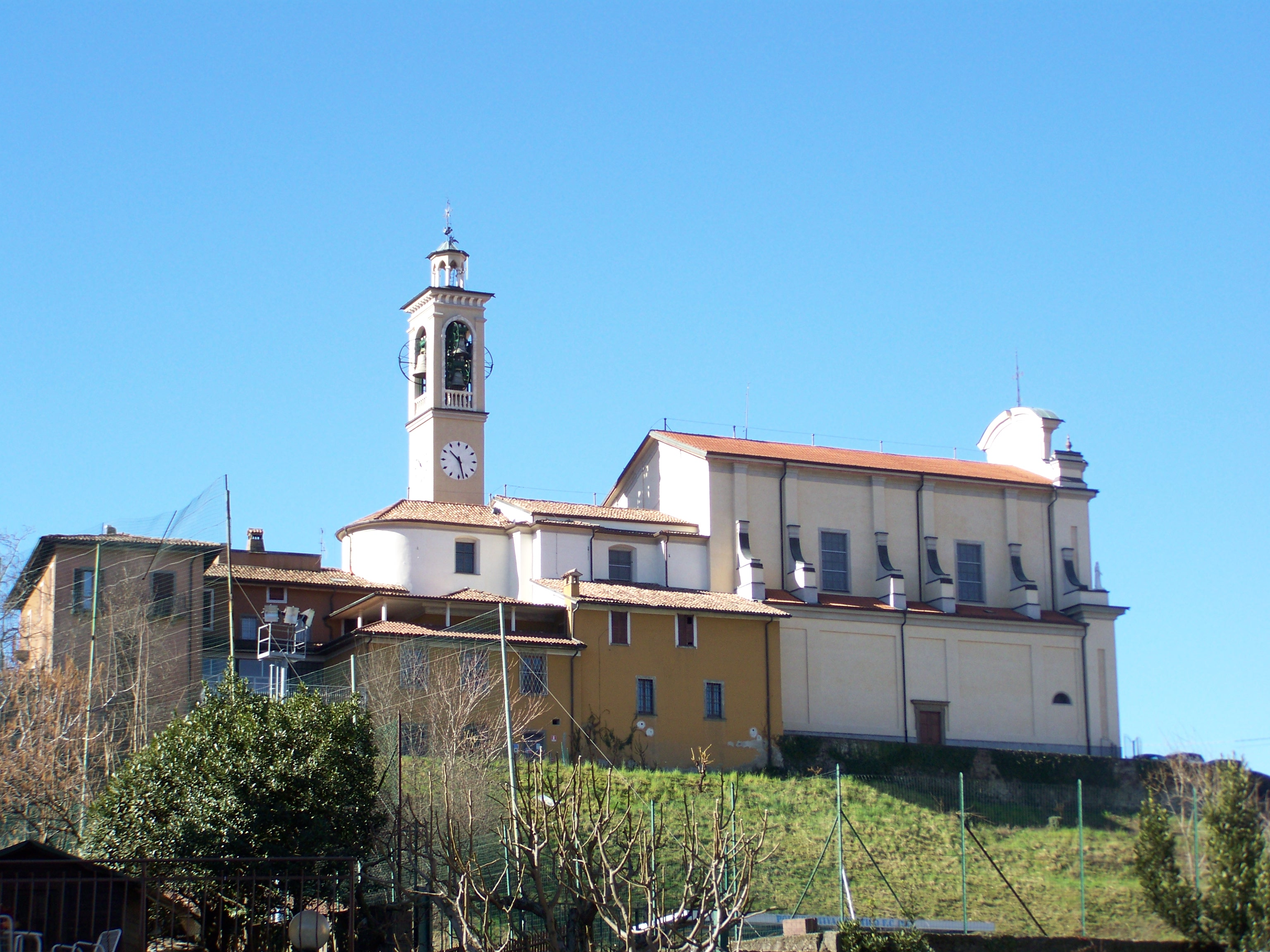
Kirche Santa Maria Assunta
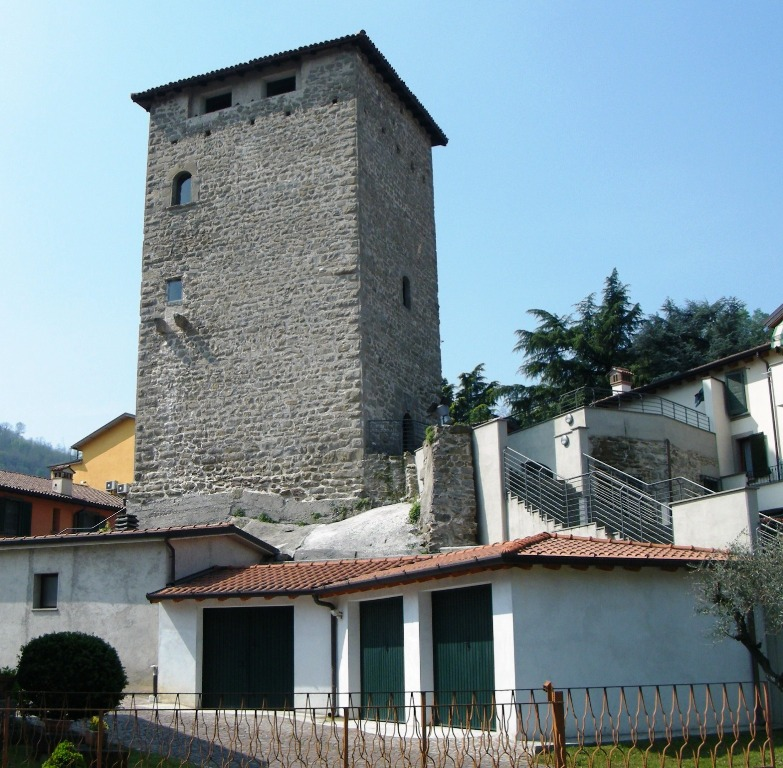
Torre Lantieri